# История военно-морских сил Украины
История военно-морских сил Украины — история создания и службы ВМС Украины, (синоним Флот Украины). Украинская историография также относит сюда историю морских сил догосударственного периода на территории Украины. Рассматривается правоприемственность ВМС Украины и Флота УНР (1917-1921).

## Деятельность запорожских казаков (XVI—XVIII вв.)
Корабли и суда запорожских казаков успешно воевали против турок на Днепре и в Чёрном море. Первое упоминание о победных действиях казаков на море относится к 1492 году. Наиболее известными являются морские походы гетмана Сагайдачного, в ходе которых было освобождено множество христианских невольников, а также захвачено большое количество турецких кораблей и прибрежных городов анатолийского побережья.
Кроме того, в 1635 году в Балтийском море против шведского флота действовала флотилия казацких чаек атамана Волка. Документально подтверждён факт захвата казаками одного шведского фрегата.

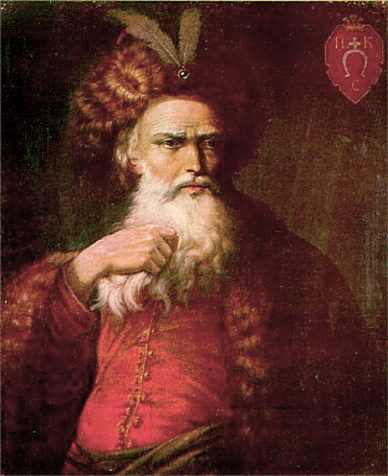
Гетман Пётр Конашевич Сагайдачный, организатор многочисленных морских походов против турок

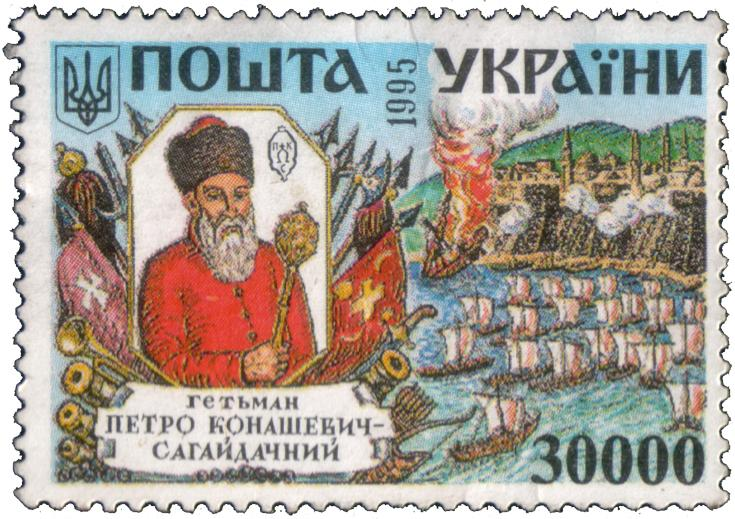
Марка, посвящённая морским походам гетмана Сагайдачного

Наиболее распространённым кораблём казаков была «чайка» — беспалубное парусно-гребное судно, низкого профиля, обвязанное с обоих бортов вязанками из камыша, что придавало ему устойчивости в неспокойную погоду. Чайки вмещали в себя 50—70 человек, вооружённых мушкетами. На бортах корабля крепились лёгкие пушки — фальконеты и карронады, общее количество которых доходило до 10 штук. Кроме того, известны попытки создать на базе чаек подводные суда. Надо отметить, что главной особенностью казацкого флота была его иррегулярность.
Чайки широко использовались запорожскими казаками для быстрого нападения на врагов и столь же быстрого отступления. Известны случаи длительных походов вплоть до берегов Босфора.
- В 1515 году на 32 чайках запорожские казаки совершили набег на Очаков.
- В 1556 году на чайках казаки захватили предместье Очакова.
- 1559 — Крымский поход. Флотилия из 150—200 чаек и дубов спустилась от Хортицы по Днепру, захватила два турецких корабля и высадила войска на западное побережье Крыма неподалёку от Перекопа. После нескольких успешных стычек с отрядами Девлета I Гирея запорожцы взяли Кафу, главный невольничий рынок, освободили пленённых соотечественников и успешно возвратились на Хортицу.
- В 1576 и 1590 годах совершены успешные набеги на Синоп и Трапезунд.
- В 1606 году казаки напали на Варну.
- 1608 — нападение на Перекоп.
- 1609 — нападение на устье Дуная.
- 1614 — запорожские козаки захватили турецкие города Синоп и Трапезунд.
- 1615 — сожгли гавань Архиоки (Стамбул).
- 1615 — совместный поход запорожских и донских казаков на Азов.
- 1616 — поход на Синоп.
- 1616 — под предводительством гетмана Петра Сагайдачного захватили Кафу.
- 1633 — нападения на Азов, Измаил, Килию.
- 1637 — поход на Азов.
- В 1651 г. 900 казаков на 12 чайках захватили 3 турецких корабля, разгромили г. Каменный Базар, взяли в плен 600 турок. На обратном пути, занесённые бурей к черкасским[куда?] берегам, они продали много пленных.
- В 1652 г. 1000 казаков напали на Стамбул, опустошили окрестные населённые пункты и захватили в плен 150 человек. На обратном пути их настигли 10 султанских боевых судов, однако казаки сумели уничтожить большую часть турок и разогнать их корабли. Данный факт говорил о большом мастерстве ведения морского боя.

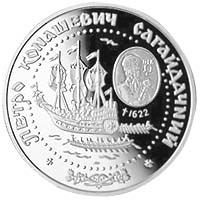
Памятная монета, посвящённая морским походам гетмана Петра Сагайдачного

К началу XVIII в. активность морских походов запорожцев начинает падать. Тем не менее, в ходе русско-турецкой войны 1735—1739 гг., под руководством русского вице-адмирала Наума Сенявина на правом берегу Старого Днепра была открыта корабельная мастерская. Она должна была изготовить 524 судов различных типов, которые должны были заложить основу Днепровской флотилии, личный состав которой комплектовался преимущественно запорожскими казаками. Кроме того здесь планировалось построить суда, которые были доставлены из Брянской корабельни — 2 прама, 20 шестнадцатибаночных галер, 10 двадцатибаночных, а также 107 различных шлюпок. Конструкция казацкой чайки за время русско-турецкой войны 1735—1739 гг. слегка изменилась — благодаря инженеру Х. А. Миниху, который работал на этой корабельной мастерской, она обрела элементы западноевропейской корабельной конструкции, её корпус стал набираться из досок (до этого времени он был целостным, выдолбленным из дерева). Корабельня со своим заданием справилась, все корабли были изготовлены; созданная флотилия приняла участие в штурме Очакова. В 1738 г. российские войска оставили Очаков и вместе с Днепровской флотилией отошли к Хортице. 23 апреля 1739 г., флотилия выступила к Дунаю, где продолжила боевые действия против турок. В том же году после окончания русско-турецкой войны суда были поставлены на прикол возле Хортицы, где следующей зимой большая их часть погибла или оказалась повреждена во время неожиданно сильного ледохода. Кроме того, в этих краях началась эпидемия чумы, из-за чего о кораблях пришлось забыть. Чайка, поднятая 13 октября 1999 г., принадлежала именно к этой флотилии.
Чайки также активно использовались и после разрушения Запорожской Сечи и поступления части казаков на русскую регулярную воинскую службу в 1775 году. В составе Черноморского казацкого войска существовала и успешно действовала во время второй русско-турецкой войны Черноморская казачья флотилия. Известными казацкими флотоводцами стали атаман Сидор Белый и атаман Антон Головатый, бывший начальником сначала пешей дружины, а затем черноморской казачьей гребной флотилии.
Большую роль флотилия запорожцев сыграла в русско-турецких войнах конца XVIII века под руководством Александра Суворова. Запорожцы участвовали во взятии Очакова, Измаила, Аккермана, Мачин и Бендер.
- Во время Кинбурнской баталии в мае 1788 г. на помощь кинбурнскому гарнизону Суворов вызвал десять лодок с «добрыми молодцами», которые отбивали атаки турецких судов со стороны лимана.
- Под руководством Антона Головатого казаки на дубах и Черноморская флотилия  канонерских лодок бригадира Хозе де Рибаса, произвели успешный штурм острова Березань — важного стратегического пункта в устье Днепра. По приказу А. В. Суворова казаки на чайках тихо подошли к острову, дали залп из пушек и мушкетов, а затем десантировались на берег, где после навального штурма овладели береговыми окопами и артиллерийской батареей.
- В октябре 1790 г. казачьи «морские силы» помогли овладеть крепостью Килия, а вскоре и придунайскими замками Тульча и Исыкча.
- При взятии Измаила 24 декабря 1790 г. сто казацких судов под командованием Головатого атаковали Измаил со стороны Дуная и под градом ядер и картечи высадили десант для штурма крепости. Суворов лично отмечал в рапорте к Потемкину «полковника и кавалера Головатого, который отличной храбростью, трудом и постоянным старанием не только войску своему подавал пример, но и сам действовал бесстрашно».
- После взятия крепости Хаджибей и начала постройки там нового города (который позже назовут Одессой) 4 июля 1794 г. в специальном рапорте на имя генерал-фельдмаршала Румянцева Суворов предложил использовать при создании местной команды моряков опыт и возможности тех запорожских казаков, которые не отправились на Кубань. В результате, 12 казацких «чаек» составили основу одесской флотилии.

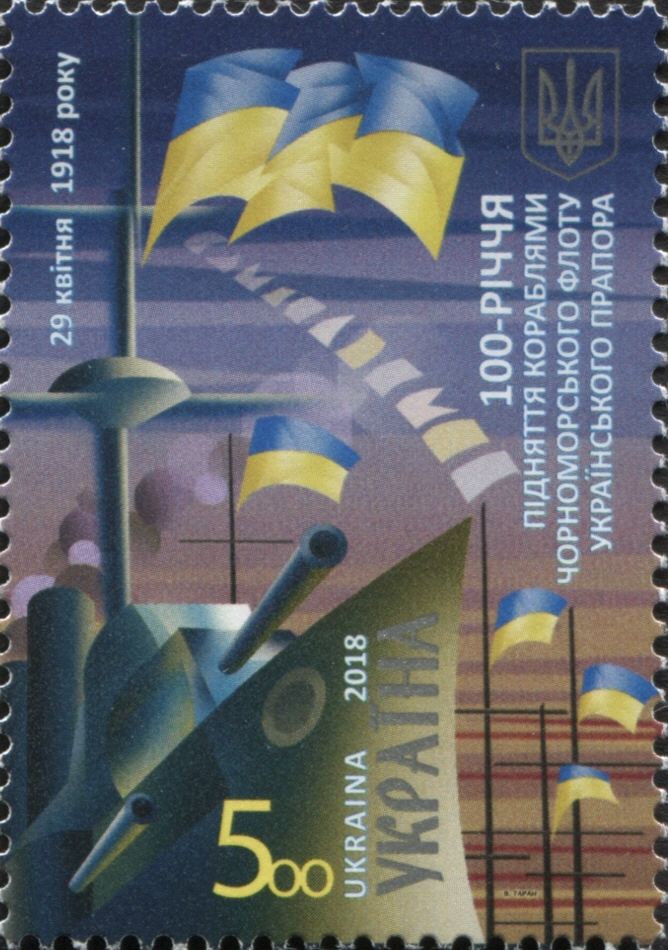
Марка Украины, 2018

## Красный флот УНСР (1919 г.)

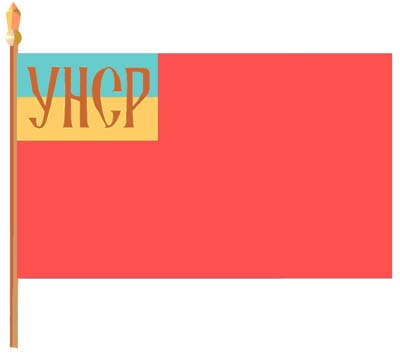
Флаг флота Украинской Народной Социалистической Республики

Ведя войну с Украинской Народной Республикой и Украинской Державой (1917—1919 гг.) Советская Украина вынуждена была опираться не только на классовые, но и на национальные лозунги. Большевики не могли игнорировать стремление украинского народа к национальному государству. Учитывая тот факт, что Советскую власть в России страны Европы не признали, и опираясь на национально-освободительное движение на Украине, революционный Петроград, после разгона мандатной комиссии в Киеве, который учинили власти УНР, вынужден был признать Советскую власть единственной легитимной властью на Украине, признав таким образом факт создания Украинской Социалистической Советской Республики, а также её правительство — Народный секретариат по военным делам и Народную революционно-социалистическую армию — Красное казачество и Украинскую советскую армию.
В 1919 году Народный секретариат был преобразован в Народный комиссариат по военным делам и 28 марта 1919 года в нём было сформировано Морское управление. Это управление получило задание на базе Черноморского флота создать Красный флот УНСР.
Командующим Красным флотом был назначен военмор, бывший капитан 1 ранга Александр Шейковский. В состав флота были включены все корабли, оставшиеся на плаву после эвакуации войск Антанты и Белой армии. Красному флоту УНСР принадлежали семь линкоров, один крейсер, четыре эсминца, одна подводная лодка, двадцать тральщиков, около 50 катеров и вспомогательных судов. Все они требовали серьёзного ремонта и реальной боевой силы собой не представляли.
Кроме того, на судостроительных заводах Николаева оставались недостроенными один линкор, четыре крейсера, два эскадренных миноносца, восемь подводных лодок и тридцать десантных кораблей. Учитывая финансовые возможности, Совет Рабоче-крестьянской обороны СССР весной 1919 года признал необходимым пополнить боевой состав флота новыми кораблями и достроить два эсминца и восемь подводных лодок.
26 апреля 1919 г. приказом № 1 по Красному флоту был утверждён командный состав: комфлот — Шейковский, политический комиссар — Скачков, начальник штаба — Тягин, командир Севастопольского порта — Скурдо, комендант Севастополя — Свербул, начальник распорядительного отдела — Кнорус, старший врач на флоте — Яблонский.
Совет народного хозяйства в Севастополе возглавил Я. Городецкий, в коллегию по управлению всеми учреждениями порта и заводами вошли: А. Лысенко, В. Чорба, В. Константинов, И. Гайдаров, Б. Тягин, С. Кнорус, К. Скурдо, К. Вдовиченко, П. Котвицкая, П. Игнасюк и З. Бабич.
Однако уже в июне 1919 года юг Украины вновь заняли войска генерала Деникина. Большинство кораблей не успели починить, они остались в портах и снова перешли в состав ВСЮР.
Одновременно, в июне, с целью объединения сил было подписано военно-политическое соглашение между советскими республиками — Россией, Украиной, Белоруссией, Латвией и Литвой, согласно которому, все военно-морские структуры республик передавались в состав военно-морского флота РСФСР. Передача военно-моских структур Украинской ССР состоялась в конце июля — начале августа 1919 года. Командующего Красным флотом капитана 1-го ранга  А. И. Шейковского в конце июля освободили от должности (впоследствии он перешёл на сторону ВСЮР), а сам флот переименовали в Морские силы Юго-Западного фронта.
Красный флот УССР просуществовал 4 месяца. После этого украинские ВМС вновь исчезают с исторической арены почти на 70 лет.

## Становление украинского флота после развала СССР (1991—2009 гг.)

Флаг ВМС Украины с 20.06.2007

Военно-морские силы Украины (ВМСУ) созданы на базе Черноморского флота СССР после распада последнего осенью 1991 г.
В период 1992—1997 г. ВМСУ фактически не существовали в качестве самостоятельного компонента Вооруженных Сил Украины. Корабли бывшего КЧФ ВМФ СССР формально осуществляли свою боевую службу под совместным командованием России и Украины.

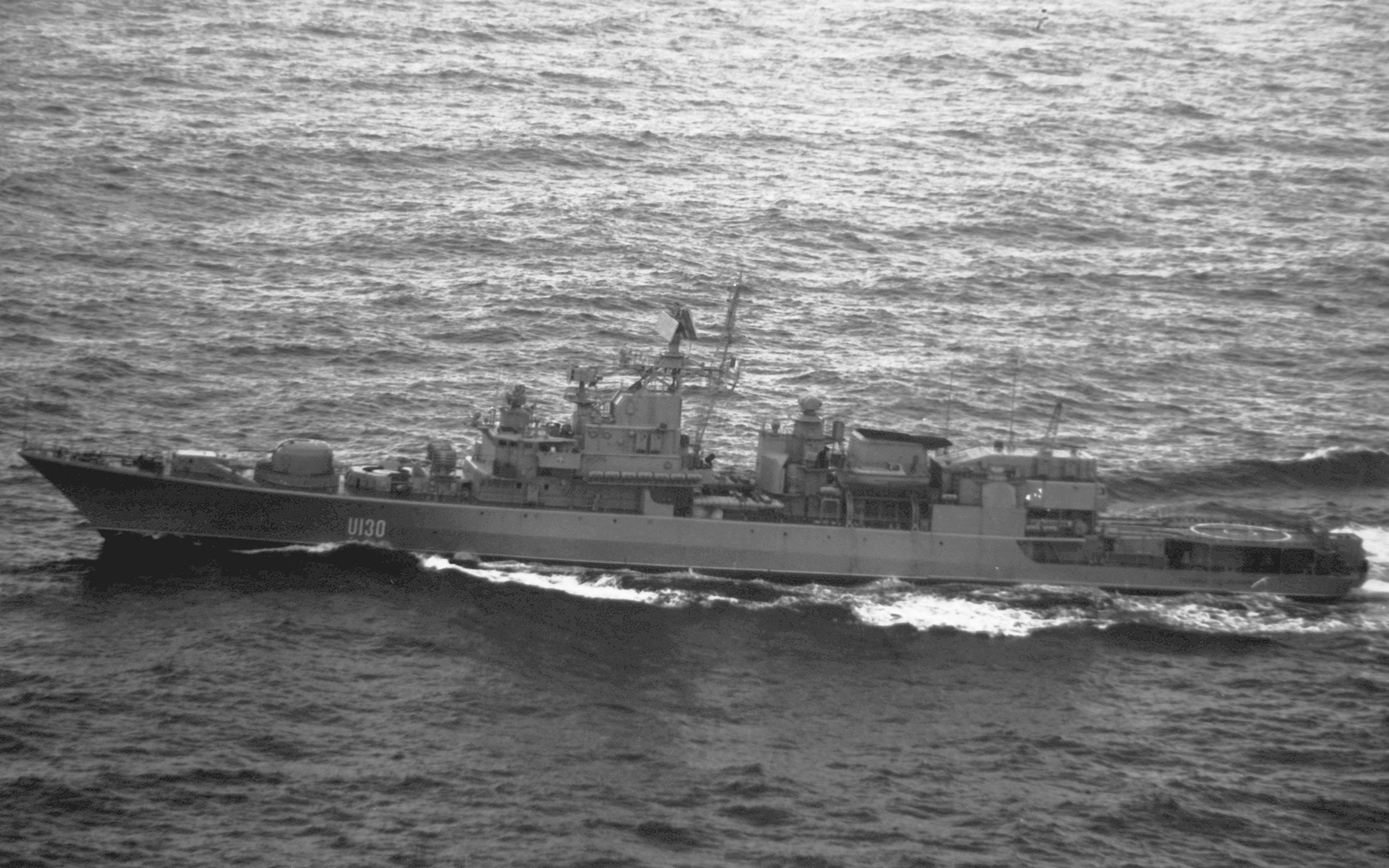
Фрегат «Гетман Сагайдачный» — флагман украинского флота

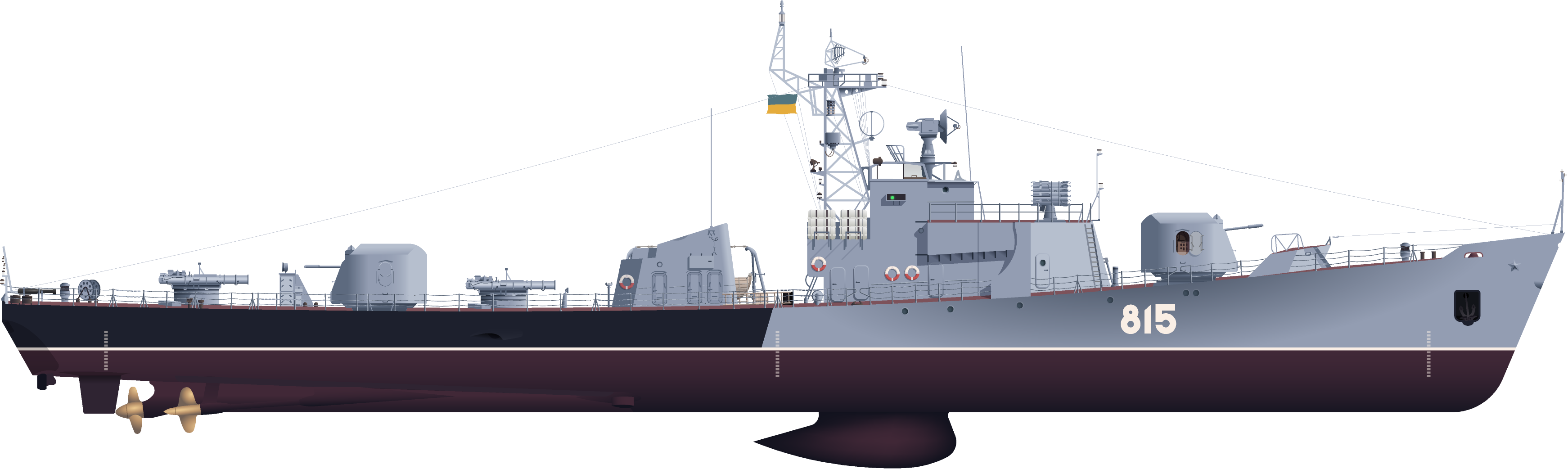
СКР-112

Первым кораблём возрождённых ВМС Украины стал СКР-112. После провозглашения независимости Украиной стал первым военным кораблём, поднявшим украинский флаг, и 21 июля 1992 года совершил несанкционированный переход в Одессу. Инициатором перехода был недавно уволенный начальник штаба 17-й бригады противолодочных кораблей капитан 2-го ранга Жибарёв.
После подписания «Соглашения между Российской Федерацией и Украиной о параметрах раздела Черноморского флота» (Киев, 28 мая 1997 г.) был осуществлён окончательный раздел ЧФ. После этого больше кораблей бывшего флота СССР в состав ВМС Украины не передавалось.
Корабельный состав ВМС Украины в основном формировался из кораблей, достроенных на украинских верфях после развала СССР, принятых от Государственной пограничной службы Украины и принятых от Черноморского флота бывшего Советского Союза.
На сегодняшний день[когда?] Военно-морские силы Украины насчитывают 20 тысяч человек личного состава, из них 15 тысяч военнослужащих и располагают более чем 30 боевыми кораблями и судами обеспечения, 4 противолодочными самолётами и 8 противолодочными вертолётами, 39 танками, 178 боевыми бронированными машинами и 66 артиллерийскими системами калибра свыше 100 мм, а также двумя береговыми батареями противокорабельных ракетных комплексов.
Командующий ВМС Украины: адмирал Виктор Максимов.

### Хронология становления ВМС Украины
- 22 мая 1989 г. — Создано Севастопольское Общество украинского языка имени Тараса Шевченко. Первым председателем избран капитан-лейтенант Николай Гук.
- 7 апреля 1990 г. — На собрании инициативной группы военнослужащих и военнообязанных в Харькове создан «Украинский военный комитет». Первым председателем Комитета избран майора Пётр Недзельский.
- 16 июля 1990 г. — Верховная Рада Украины приняла «Декларацию о государственном суверенитете Украины», в которой юридически закреплено её право иметь свои собственные Вооружённые Силы.
- Октябрь 1990 г. — Во Львове проведено полулегальное заседание членов различных общественных организаций Украины, ставивших своей целью возродить Украинские Вооружённые Силы.
- 25-28 октября 1990 г. — На II Всеукраинском собрании НРУ в Киеве дан большой толчок переходу на новый этап борьбы за восстановление Украинской армии.
- 21 ноября 1990 г. — Правительство Украины прекратил отправку новобранцев за пределы республики.
- 2-3 февраля 1991 г. — В Киеве состоялась конференция «Внешняя и внутренняя безопасность Украины. Концепция Украинской армии и поиски путей её создания».
- 27 июля 1991 г. — На 1-м съезде офицеров Украины в Киеве создан Союз офицеров Украины. Первым Председателем СОУ избран народный депутат СССР полковник Вилен Мартиросян.
- 24 августа 1991 г. — Принятие Верховным Советом УССР «Акта провозглашения независимости Украины» и принятия Постановления «О военных формирования на Украине».
- 3 сентября 1991 г. — Верховная Рада Украины назначила первым министром обороны Украины генерала Константина Морозова.
- 4 сентября 1991 г. — Создана ячейка Севастопольской организации СОУ. Первым председателем избран капитан-лейтенант Игорь Тенюх.
- 4 ноября 1991 г. — Принятие Верховной Радой Украины Закона «О государственной границе Украины» и «О приграничном войске Украины».
- 14 ноября 1991 г. — Указом Президиума Верховного Совета одобрен текст военной присяги и временное положение о порядке её составления.
- 1 декабря 1991 г. — Всеукраинский референдум подтвердил «Акт провозглашения независимости Украины». Президентом Украины избран Леонид Кравчук.
- 6 декабря 1991 г. — Принятие Верховной Радой Украины Закона «Об обороне Украины» и «О вооруженных силах Украины». Утверждение постановлением Верховной Рады Украины текста военной присяги, которую в зале Верховной Рады первым принял министр обороны Украины К. Морозов.
- 7-8 декабря 1991 г. — На встрече в Минске руководители Белоруссии, России и Украины подписали Соглашение о создании Содружества Независимых Государств, констатируя, что СССР, как субъект международного права и геополитическая действительность, прекращает своё существование.
- 10 декабря 1991 г. — Соглашение о создании Содружества Независимых Государств ратифицировано Верховной радой Украины.
- 12 декабря 1991 г. — Принятие Верховной радой Украины Закона «О социальной и правовой защите военнослужащих и членов их семей».
- 30 декабря 1991 г. — Подписание главами государств-участников СНГ в Минске Соглашения о Вооруженных и Пограничных Силах своих государств.
- 1 января 1992 г. — Газета учебного отряда ЧФ имени адмирала Ф. Октябрьского «Вымпел» первой на флоте напечатала на украинском языке тексты военной присяги и гимна Украины «Ще не вмерла Україна». Редактором газеты был капитан-лейтенант Николай Гук.
- 3 января 1992 г. — Украина приступила к практическому формированию Национальных Вооруженных Сил.
- 8 января 1992 г. — Обращение совещания представителей офицерского собрания кораблей и частей Черноморского флота к руководителям СНГ с предупреждением, что Черноморский флот является оперативно-стратегическим объединением и Украине не будет подчиняться.
- 10 января 1992 г. — В газете «Флаг Родины» печатается обращение Президента Украины — Главнокомандующего Вооружёнными Силами Украины Л. Кравчука к военнослужащим, проходящим службу на территории Украины и за её пределами. В обращении указывается, что все группировки войск, базирующихся на украинской территории, кроме войск стратегических сил, являются Вооружёнными силами Украины, а военнослужащим необходимо до 20 января принести военную присягу на верность народу Украины. Обращение в полной мере касалось и моряков-черноморцев.
- 12 января 1992 г. — Личный состав бригады Пограничных войск в Балаклаве первым принёс присягу на верность народу Украины.
- 14 января 1992 г. — Обращение коллегии постоянных комиссий и исполнительного комитета Севастопольского городского Совета народных депутатов в Верховные Советы и президентам Украины и Российской Федерации с призывом срочно принять политическое решение относительно статуса Черноморского флота.
- 16 января 1992 г. — Заключение соглашения государств-участников СНГ о военной присяге в стратегических силах.
- 18 января 1992 г. — Первым на Черноморском флоте принял военную присягу на верность народу Украины командир 3-й роты школы водолазов капитан 3 ранга Александр Клюев и его подчинённые. Также в этот день присягу на верность Украине офицеры военно-морской кафедры Севастопольского приборостроительного института во главе с начальником кафедры капитаном 1 ранга Павлом Чабаненко.
- 19 января 1992 г. — 46 военно-морских авиаторов на центральной площади в Николаеве приняли присягу на верность народу Украины.
- 25 января 1992 г. — Состоялся торжественный ритуал принятия присяги на верность народу Украины в 257-й школе прапорщиков военных строителей.
- 26 января 1992 г. — В 7-м учебном отряде капитан 3 ранга Геннадий Ситников и Владимир Ященко выступили против приведения молодого пополнения к присяге СНГ и организовали своим подчинённым принятие присяги Украине. Большинство личного состава 17-й бригады кораблей охраны водного района Крымской ВМБ во главе с командиром соединения капитаном 2 ранга Юрием Шалыто и начальником штаба капитаном 2 ранга Николаем Жибаревим приняли присягу на верность народу Украины.
- 1 февраля 1992 г. — 15 офицеров воинской части 40241 Строительного управления на ЧФ (командир полковник Петр Савчук) приняли присягу Украине. Инициатор этой акции — член Севастопольской организации СОУ майор Владимир Холодюк.
- 11-12 февраля 1992 г. — Большинство личного состава большого противолодочного корабля «Сметливый» приняла присягу на верность народу Украины. Возглавили ритуал принятия присяги командиры корабля капитан-лейтенанты Юрий Лужецкий, Геннадий Кузнецов и др.
- 16 февраля 1992 г. — Военную присягу на верность украинскому народу принесли более 50 процентов курсантов-выпускников Киевского ВВМУ.
- 19 февраля 1992 г. — Принятие Верховной радой Украины постановления «О Государственном Гербе Украины».
- 22 февраля 1992 г. — Личный состав 880-го отдельного батальона морской пехоты ЧФ во главе с командиром батальона майором Виталием Рожманов и его заместителем по работе с личным составом старшим лейтенантом Михаилом Рудем присягнули украинскому народу. Первой из женщин-военнослужащих ЧФ принесла присягу украинскому народу прапорщик морской пехоты 880-й ОБМП Валентина Ковальченко.
- 6 марта 1992 г. — Все офицеры и прапорщики военно-строительного отряда ЧФ в Евпатории присягнули на верность Украине, к этому привёл командир отряда подполковник Василий Кухельний.
- 8 марта 1992 г. — Присягу на верность народу Украины приняли моряки крейсера «Михаил Кутузов». Возглавил принятие присяги старший помощник командира крейсера капитан 2 ранга Владимир Шишов.
- 12 марта 1992 г. — Помощник начальника тыла по работе с личным составом Крымской ВМБ капитан 3 ранга Мирослав Мамчак присягнул Украине.
- 13 марта 1992 г. — Бо́льшая часть экипажа подводной лодки Б-871 ЧФ во главе с заместителем командира дивизии капитаном 1 ранга Евгением Лупаковым и заместителем командира подводной лодки по работе с личным составом капитан-лейтенантом Валерием Петренко приняли присягу на верность народу Украины.
- 3 апреля 1992 г. — Киев. Офицеры Черноморского флота — представители Севастопольской организации Союза офицеров Украины во главе с председателем капитаном 3 ранга А. Пляшечниковим встретились с первым заместителем Председателя Верховной Рады Украины В. Дурдинцом и министром обороны Украины генерал-полковником К. Морозовым. На встрече были обсуждены вопросы создания Военно-Морских Сил Украины.
- 4-5 апреля 1992 г. — Киев. 25 офицеров-делегатов от Черноморского флота принимали участие в работе 3-го съезда Союза офицеров Украины. Съезд принял решение рекомендовать Президенту Украины создать национальные Военно-Морские Силы.
- 5 апреля 1992 г. — Указ президента Украины Леонида Кравчука «О неотложных мерах по строительству Вооруженных Сил Украины», в котором пунктом № 2 предполагалось сформировать Военно-Морские Силы Украины на базе сил Черноморского флота, дислоцированного на территории Украины.
- 6-7 апреля 1992 г. — Севастополь. Начало работы орггрупы (в бывшем штабе ПВО на ул. 4-й Бастионной, 5) с целью создания ВМС Украины. Организационная работа по обустройству помещения для базирования орггрупы, начало её деятельности осуществлялся под руководством капитана 1 ранга Евгения Лупакова. Государственный флаг Украины на месте базирования орггрупы ВМС впервые поднял майор Геннадий Варицкий.
- 7 апреля 1992 г. — Офицеры штаба Крымской ВМБ ЧФ (командир контр-адмирал Борис Кожин) принесли присягу на верность народу Украины.
- Указ Президента Российской Федерации Б. Ельцина «О переходе под юрисдикцию Российской Федерации Черноморского флота» с подчинением его Главнокомандующему Объединенных Вооруженных Сил СНГ.
- На основании Указа Президента Украины от 6 апреля 1992 первым командующим ВМС Украины назначен контр-адмирал Борис Кожин.
- 7-9 апреля 1992 г. — Севастополь. Приезд украинских парламентариев во главе с первым заместителем Председателя Верховной Рады Василием Дурдинцом.
- 8 апреля 1992 г. — Согласно указу Президента Украины приступил к исполнению обязанностей командующего Военно-Морскими Силами Украины контр-адмирал Борис Кожин.
- 9 апреля 1992 г. — Очаков. Присягу на верность народу Украины принял личный состав 17-й бригады специального назначения Черноморского флота.
- 9 апреля 1992 г. — Президенты Л. Кравчук и Б. Ельцин договорились по телефону прекратить действие своих указов по Черноморскому флоту и создать депутатские комиссии двух государств для урегулирования спорных вопросов о принадлежности флота. Севастополь. Орггрупу ВМС Украины перебазировано в помещение школы прапорщиков военных строителей. Симферополь. Состоялась пресс-конференция для журналистов, в которой участвовали первый заместитель Председателя Верховной рады Украины В. Дурдинец, первый вице-премьер министр Украины К. Масик, Председатель Верховной рады Крыма Н. Багров, командующий ЧФ адмирал И. Касатонов. Принято Заявление Верховной Рады Украины и Постановление Президиума ВС Украины «О неправомерности действий руководства Объединенных Вооруженных Сил СНГ». Большинство личного состава части специального назначения Разведуправления Черноморского флота, расположенной в Николаевской области, во главе с полковником В. Трофименко приняли присягу на верность народу Украины.
- 10 апреля 1992 г. — Севастополь. Состоялась встреча Председателя Верховного Совета Крыма Н. Багрова и представителя Президента Украины в Севастополе И. Ермакова с военными депутатами от города Севастополя и членами комиссии ВР Крыма по военным вопросам. Во встрече приняли участие ИО начальника Главного штаба ВС Украины генерал-лейтенант Г. Живица, командующий ВМС Украины контр-адмирал Б. Кожин и командующий ЧФ адмирал И. Касатонов. Севастополь. Состоялась первая официальная пресс-конференция командующего Военно-Морскими силами Украины контр-адмирала Бориса Кожина для отечественных и зарубежных корреспондентов средств массовой информации. Присягнул народу Украины почти весь личный состав Центра боевого применения корабельной авиации в г. Саки (Крым). Торжественный ритуал принятия присяги Украине под руководством начальника Центра полковника авиации Виктора Безногих впервые транслировался по государственному телевидению.
- 11 апреля 1992 г. — Создано оргядро будущей Социально-психологической службы ВМС Украины во главе с капитаном 1 ранга Анатолием Даниловым.
- 13 апреля 1992 г. — Присягу на верность народу Украины приняли военнослужащие 33-го учебного центра боевого применения и переучивания авиации ВМФ имени Героя Советского Союза Е. Преображенского.
- 16-17 апреля 1992 г. — Киев. Встреча экспертных групп Украины и России для подготовки и проведения переговоров о Черноморском флоте.
- 29-30 апреля 1992 г. — Одесса. Первая встреча государственных делегаций Украины и Российской Федерации во главе с В. Дурдинцом и Ю. Яровой по поводу Черноморского флота.
- 5 мая 1992 г. — Верховная Рада Крыма приняла Акт о государственной независимости республики Крым и постановление о проведении общекрымского референдума.
- 8 мая 1992 г. — Киев. Выступление командующего ВМС Украины контр-адмирала Бориса Кожина на торжественном собрании по случаю Дня Победы.
- 9 мая 1992 г. — Встреча министра обороны Украины генерал-полковника К. Морозова с командующим ВМС Украины контр-адмиралом Борисом Кожиным и капитаном 1 ранга Анатолием Даниловым.
- 13 мая 1992 г. — Украинский парламент признал голосование за независимость Крыма противоконституционным и потребовал до 20 мая 1992 аннулировать соответствующие постановления ВР АРК.
- 21 мая 1992 г. — Верховная Рада АР Крым отменила своё Постановление «Об Акте государственной независимости республики Крым» и остановила до 10 июня 1992 действие постановления «О проведении общекрымского референдума».
- 30 мая 1992 г. — Семь военнослужащих Центра морской подготовки кадров ЧМП в Одессе во главе с командиром учебной роты капитаном 3 ранга Николаем Марченко присягнули Украине.
- 8 июня 1992 г. — Вышел первый номер газеты «Флот Украины» (главный редактор капитан 1 ранга Юрий Тимощук.)
- 10-15 июня 1992 г. — Создано пресс-центр ВМС Украины под руководством капитана 2 ранга Константина Иванка.
- 18 июня 1992 г. — Личный состав Объединённого склада вооружения и имущества тыла ЧФ в Очакове, которым командовал капитан 3 ранга Николай Никитин, присягнул народу Украины.
- 23 июня 1992 г. — Дагомыс (РФ). Президентами Л. Кравчуком и Б. Ельциным заключено Соглашение о дальнейшем развитии межгосударственных отношений между Украиной и Российской Федерацией.
- 27 июня 1992 г. — На верность украинскому народу присягнули военные контрразведчики ЧФ и ВМС Украины во главе с начальником Управления капитаном 1 ранга Александром Обищенком.
- 28 июня 1992 г. — Личный состав морского тральника «Сигнальщик» 68-й бригады кораблей охраны водного района Крымской ВМБ ЧФ под командованием капитана 3 ранга Теймура Сулейманова, помощника командира капитан-лейтенанта Владимира Лещенко присягнул на верность народу Украины.
- 2 июля 1992 г. — Личный состав артиллерийского полка и противотанкового батальона 126-й дивизии береговой охраны ЧФ присягнул на верность народу Украины.
- 5 июля 1992 г. — На плацу школы прапорщиков в Севастополе состоялся торжественный ритуал принятия присяги на верность украинскому народу. Первым присягнул командующий Военно-Морскими Силами Украины контр-адмирал Борис Кожин.
- 9 июля 1992 г. — Военнослужащие Севастопольской гарнизонной военной комендатуры под руководством военного коменданта подполковника Владимира Зверева присягнули на верность народу Украины. Встреча председателя Комитета по социальной защите военнослужащих и членов их семей при Кабинете министров Украины генерал-майора Вилена Мартиросяна с членами организационной группы ВМС Украины и командованием Черноморского флота.
- 11 июля 1992 г. — Присягнул на верность народу Украины личный состав 41-й школы младших специалистов связи в Николаеве с командиром капитаном 1 ранга Александром Родькиним.
- 13 июля 1992 г. — По приказу министра обороны Украины 41-я школа младших специалистов связи включена в состав Вооруженных Сил Украины.
- 16 июля 1992 г. — Встреча командующего ВСМ Украины Б. Кожина с делегатами от кораблей и воинских частей Черноморского флота в Севастополе.
- 18 июля 1992 г. — Москва. Состоялась рабочая встреча руководителей государственных делегаций Украины В. Дурдинца и Российской Федерации Ю. Ярова с обсуждением вопросов о Черноморском флоте.
- 20 июля 1992 г. — Приказом министра обороны Украины капитан 1 ранга Николай Костров назначен первым заместителем командующего Военно-Морскими Силами Украины.
- 21 июля 1992 г. — СКР-112 17-й бригады ОВР Крымской ВМБ под командованием начальника штаба бригады капитана 2 ранга Николая Жибарева и командира корабля капитан-лейтенанта Сергея Настенка вышел из базы Донузлав, поднял Государственный флаг Украины и совершил переход в порт Одесса[4].
- 2 ноября 1992 г. — Приказ министра обороны Украины № 190 «Об организации обеспечения и жизнедеятельности ВМС Украины и Черноморского флота».
- 19 декабря 1992 г. — Приказом министра обороны Украины капитан 1 ранга Михаил Стахов назначен первым заместителем командующего ВМС Украины по тылу — начальником тыла ВМС Украины.
- 30 декабря 1992 г. — Директива министра обороны Украины № 38 «О включении частей и учреждений Черноморского флота в состав ВС Украины».
- 1 января 1993 г. — 755 отдел тыла Черноморского флота (г. Одесса) во главе с начальником отдела тыла капитаном 2 ранга Владимиром Орловым вошёл в состав Тыла ВМС Украины.

### Походы и операции украинского флота
- 1994 год, 26.06-07.08. — Поход фрегата «Гетман Сагайдачный» с официальным визитом во Францию в п. Руан. Командир похода 1-й заместитель начальника штаба ВМС Украины капитан 1 ранга Юрий Шалит, командир корабля капитан 3 ранга Сергей Настенко.
- 1994 год, 25.07-28.07. — Деловой визит корвета «Луцк» в Болгарию в порт Варна под флагом начальника штаба ВМС контр-адмирала Рыженко А. А., командир корабля — капитан 3 ранга Заремба В. А.
- 1994 год, 19.10-31.10. — Деловой визит КУ «Славутич» в Румынию в п. Констанца под флагом заместителя командующего ВМС Украины контр-адмирала Кострова М. М., командир корабля — капитан 3 ранга Хачатуров К. Э.
- 1995 год, 03.03.-27.03. — Деловой визит фрегата «Гетман Сагайдачный» в Абу-Даби (Объединённые Арабские Эмираты) на выставку оружия «Айдекс-95». Командир похода — контр-адмирал Шалыт Ю. В., командир корабля — капитан 3 ранга Настенко С. В.
- 1995 год, 02.08.-14.08. — Деловой визит корвета «Луцк» в порт Варна в Болгарии под флагом командира Западного морского района ВМС контр-адмирала Дмитрия Украинца, командир корабля — капитан 3 ранга Заремба В. А.
- 1995 год, 12.08.-16.08. — Деловой визит корабля управления «Дунай» в Румынию в порт Браил под флагом командира бригады капитана 1 ранга Мартияна Н. П.

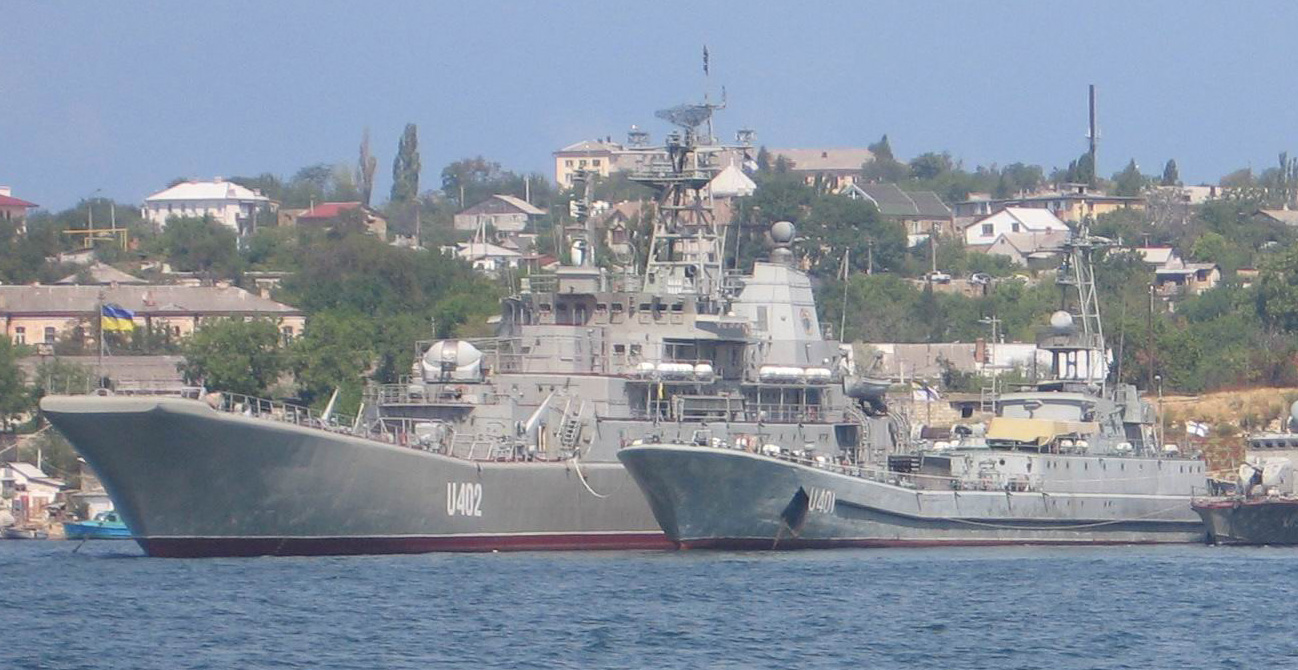
Десантные корабли ВМС Украины U401 «Кировоград» и U402 «Константин Ольшанский» в Севастополе, 2007 год

- 1995 год, 11.09.-16.09. — Деловой визит фрегата «Гетман Сагайдачный» в Болгарию в порт Варна под командованием 1-го заместителя начальника штаба ВМС Украины капитана 1 ранга Кузьмина В. И., командир корабля — капитан 3 ранга Настенко С. В.
- 1995 год, 05.11-01.12. — Деловой визит фрегата «Гетман Сагайдачный» в Италию в порт Специя под командованием контр-адмирала Фомина В. В., командир корабля — капитан 3 ранга Настенко С. В.
- 1996 год, 16.04-20.04. — Деловой визит корвета «Чернигов» в Болгарию в порт Варна под флагом заместителя командующего ВМС Украины контр-адмирала Рыженко А. А., командир корабля — капитан 2 ранга Гребенюк.
- 1996 год, 30 июля — начало первых оперативно-тактических учений ВМС Украины «Море-96» в Чёрном море под флагом командующего ВМС вице-адмирала Владимира Безкоровайного.
- 1996, 1 августа — заключительный этап и завершение оперативно-тактических учений ВМС Украины «Море-96» под флагом Верховного Главнокомандующего Вооружённых Сил — Президента Украины Леонида Кучмы.
- 1996 год, 21.07.-28.07. — Деловой визит корвета «Винница» в Румынию в порт Констанца под флагом заместителя командующего ВМС Украины контр-адмирала Алексея Рыженко. Командир корабля — капитан 3 ранга Рысин.
- 1996 год, 10.08.-16.08. — Деловой визит в Болгарию в порт Варна корвета «Хмельницкий» под флагом заместителя командующего ВМС Украины контр-адмирала Алексея Рыженко.
- 1996 год, 31.08-09.09. — Деловой визит отряда кораблей ВМС в составе корветов «Чернигов» и «Винница» в Румынию в порт Констанца под флагом заместителя командующего ВМС Украины контр-адмирала Рыженко А. А.
- 1996 год, 11.09.-18.09. — Первый трансатлантический поход отряда кораблей ВМС в составе фрегата «Гетман Сагайдачный» (командир корабля — капитан 2 ранга Настенко С. В.) и большого десантного корабля «Константин Ольшанский» (командир корабля — капитан 2 ранга Саченко Г. М.) в США в порт Норфолк под командованием 1-го заместителя начальника штаба ВМС капитана 1 ранга Владимира Кузьмина. Деловые визиты во время похода (дважды) в порты Гибралтар (Великобритания) и в Понта-Делгада (Португалия) на Азорских островах во время официального визита командующего ВМС вице-адмирала В. Безкоровайного в США.
- 1996 год, 03.11.-6.11. — Официальный визит фрегата «Гетман Сагайдачный» в Грузию в порт Поти под командованием 1-го заместителя начальника штаба ВМС Украины капитана 1 ранга Кузьмина В. И., командир корабля — капитан 2 ранга Настенко С. В.
- 1997 год, 22.06.-4.07. — Деловой визит в Болгарию в порт Варна корвета «Луцк» под командованием капитана 1 ранга Федоришина Я. М., командир корабля — капитан-лейтенант Удовенко И. П.

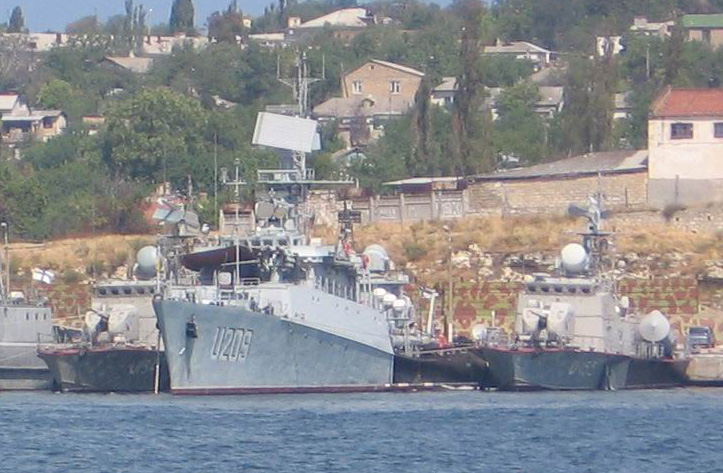
Ракетные катера и корветы ВМС Украины

- 1997 год, 22.08.-28.09. — Официальный визит фрегата «Гетман Сагайдачный» в Турцию в порт Стамбул и в Болгарию, в порт Варна под флагом командующего ВМС Украины контр-адмирала Ежеля М. Б., командир корабля — капитан 2 ранга Настенко С. В.
- 1997 год, 01.11.-2.11. — Дружественный визит отряда кораблей ВМС Украины в составе фрегата «Гетман Сагайдачный» и большого десантного корабля «Константин Ольшанский» в порт Новороссийск Российской Федерации под флагом командира бригады надводных кораблей капитана 1 ранга Тенюха И. Й.
- 1998 год, 01.06.-27.06. — Деловой визит отряда кораблей ВМС в составе большого десантного корабля «Константин Ольшанский» и корвета «Луцк» в Румынию в порт Констанца под командованием капитана 2 ранга Савченко Г. М.
- 1998 год, 06.07.- 09.07. — Официальный визит КУ «Славутич» в Республику Хорватия в порт Сплит под флагом командира бригады надводных кораблей капитана 1 ранга Тенюха И. Й., командир корабля — капитан 3 ранга Киселёв А. А.
- 1998 год, 14.07.-28.07. — Неофициальный визит КУ «Славутич» в Турцию в порт Тузла и Болгарию в порты Бургас и Варну под флагом командира бригады надводных кораблей капитана 1 ранга Тенюха И. Й.
- 1998 год, 14.07.-26.07. — Неофициальный визит учебных катеров ВМС в Турцию и в порт Тузла под командованием контр-адмирала Рыженко А. А.
- 1999 год, 16.07.-31.07. — Неофициальный визит отряда учебных катеров ВМС Украины «Смила», «Чигирин» и «Новая Каховка» в Румынию в порт Констанца, в Болгарию в порт Варна и в Турцию в порт Стамбул под командованием капитана 1 ранга Гаврилюка В.
- 1999 год, 17.07.-20.07. — Официальный визит отряда кораблей ВМС в составе фрегата «Гетман Сагайдачный» и КУ «Славутич» в Израиль в порт Хайфа под флагом командира бригады надводных кораблей капитана 1 ранга Тенюха И. Й.
- 1999 год, 21.07.-24.07. — Поход и тактические учения «Си Бриз» отряда кораблей ВМС Украины с кораблями ВМС США в Средиземном море под командованием капитана 1 ранга Тенюха И. Й.
- 2000 год, 19.04.-22.04. — Официальный визит фрегата «Гетман Сагайдачный» в Турцию в порт Стамбул под флагом заместителя министра обороны — командующего ВМС Украины вице-адмирала Михаила Ежеля.
- 2000 год, 13.06-09.09. — Трансатлантический поход с официальным визитом в США в порт Нью-Йорк КУ «Славутич» (командир корабля — капитан 3 ранга Киселёв А. А.) под флагом командира бригады надводных кораблей капитана 1 ранга Тенюха И. Й., деловые мероприятия (дважды) во время похода в порт Гибралтар (Великобритания) и на Азорские острова в порт Понта-Делгада (Португалия).
- 2000 год, 20.07-28.07. — Неофициальный визит (штурманский поход курсантов СВМИ имени П. С. Нахимова) отряда учебных катеров ВМС Украины «Смила» (командир — ст. лейтенант Семилетко Р.), «Новая Каховка» (командир — ст. лейтенант Семёнов С. Н.) в Турцию в порт Тузла, в Болгарию в порт Варна под командованием капитана 1 ранга Гаврилюка В. М.
- 2001 год, 11.06.-23.06. — Деловой визит большого десантного корабля «Константин Ольшанский» в Грузию в порт Поти под флагом командира Южной ВМБ контр-адмирала Князя И. В.
- 2001 год, 10.08.-20.08. — Деловой визит отряда учебных кораблей ВМС в составе «Смила» (командир — ст. лейтенант Семилетко Р.), «Новая Каховка» (командир — ст. лейтенант Семёнов С. Н.) в Румынию в порты Констанца, в Болгарию в порт Варна и в Турцию в порт Тузла (морская практика курсантов) под командованием начальника СВМИ контр-адмирала Колпакова В. О.
- 2001 год, 17.09.-23.09. — Деловой визит морского тральщика «Черкассы» в Турцию в порты Стамбул и Эрегли. Командир корабля — капитан 3 ранга Бойко А. А.
- 2001 год, 27.09.-16.10. — Поход морского тральщика «Черкассы» (командир корабля — капитан 3 ранга Бойко А. А.) в составе международных сил «Блэксифор» ВМС причерноморских государств в порты Новороссийск, Поти, Стамбул, Варна, Констанца.
- 2001 год, 11.06.-22.06. — Деловой визит большого десантного корабля «Константин Ольшанский» в Грузию в порт Поти, командир корабля капитан 3 ранга Д. Деренский.
- 2002 год, 27.05.-21.06. — Поход большого десантного корабля «Константин Ольшанский» (командир корабля — капитан 3 ранга Деренский Д. А.), КУ «Славутич» (командир корабля — капитан 3 ранга Тарасов А. А.) и морского буксира «Кременец» (капитан Логачев Д. Н.) в Средиземное море на оперативно-тактические учения «Си Бриз» с ВМС США под флагом командира эскадры контр-адмирала Тенюха И. Й.
- 2002 год, 09.07.- 22.07. — Совместный поход БДК ВМС Украины «Константин Ольшанский» и БДК ЧФ РФ «Ямал» по портам Украины и России в Чёрном море.
- 2002 год, 21.07.-28.07. — Деловой визит корвета «Винница» в Болгарию в порт Варна.
- 2002 год, 20.06.-06.07. — Деловой визит среднего десантного корабля «Кировоград» и взвода морской пехоты ВМС в Румынию в порт Констанца.

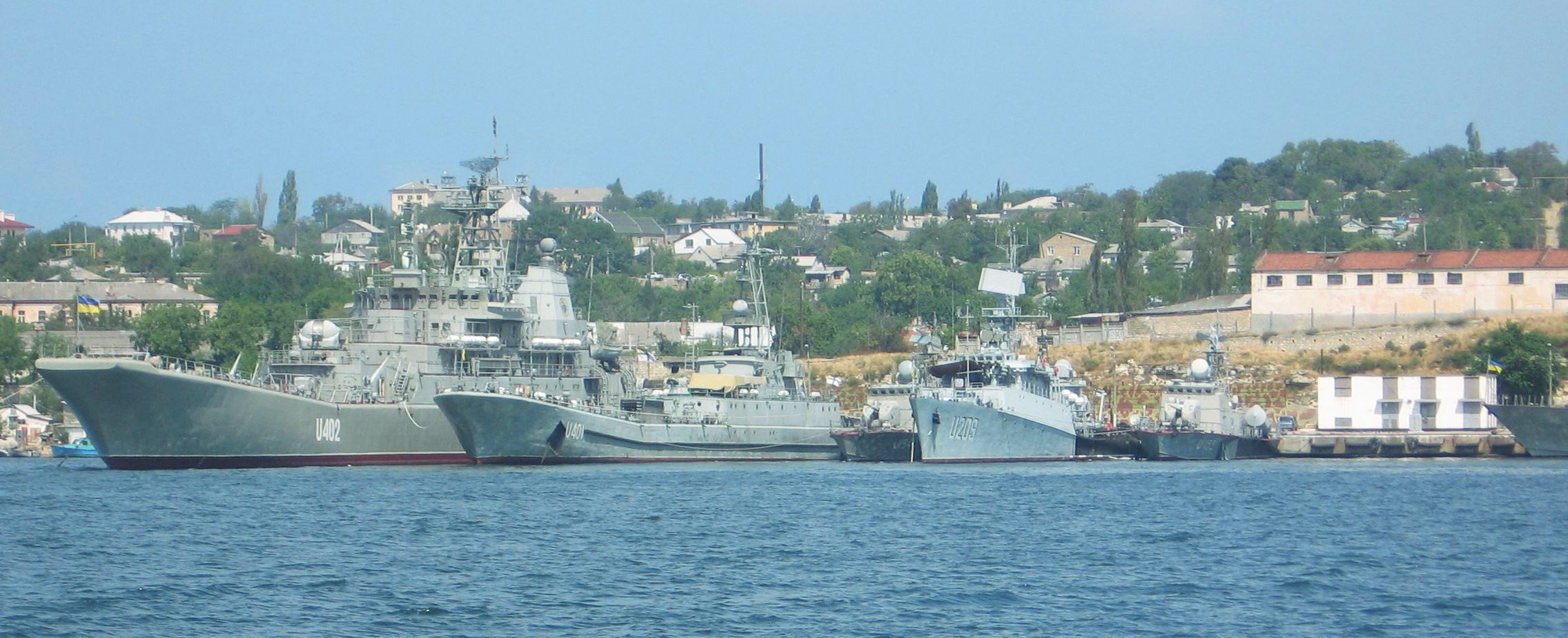
Корабли ВМС Украины в Севастополе

- 2002 год, 05.08.-28.08. — Поход КУ «Славутич» по Чёрному морю в порты причерноморских государств в ходе второй активации «Блэксифор» под флагом командира международного соединения сил по вызову командира эскадры ВМС контр-адмирала Тенюха И. Й.
- 2002 год, 09.09.-15.09. — Деловой визит морского тральника «Желтые Воды» в Турцию в порты Стамбул и Эрегли.
- 2003 год, 16.01.-27.01. — Деловой визит большого десантного корабля «Константин Ольшанский» в Грецию в порт Кавала под флагом командира Южного военно-морского района ВМС Украины контр-адмирала Князя И. В.
- 2003 год, 14.07.-18.07. — Деловой визит корвета «Винница» в Болгарию в порт Варна.
- 2003 год, 03.08.-31.08. — Деловой визит корвета «Винница» в Болгарию в порт Варна в составе «Блэксифор».
- 2003 год, 08.09.-15.09. — Деловой визит корвета «Луцк» в Турцию в порты Стамбул и Эрегли.
- 2003 год, 12.09.-27.09. — Участие роты морской пехоты ВМС под командованием подполковника Пинкевича М. С. в учениях НАТО в Великобритании в районе Северной Шотландии.
- 2004 год, 02.04.-22.04. — Деловой визит корвета «Луцк» в Турцию в порты Стамбул и Эрегли. Командир корабля капитан-лейтенант Николай Корощенко, командир похода начальник штаба Южной ВМБ капитан 2 ранга Владимир Догонов.
- 2004 год, 20.06.-02.07. — Деловой визит в Болгарию в порт Варна фрегата «Гетман Сагайдачный», корвета «Луцк», морского тральщика «Жёлтые Воды», морского транспорта «Фастов» и морского спасательного судна «Кременец» под флагом командира эскадры контр-адмирала Тенюха И. Й.
- 2004 год, 09.07.-24.07. — Деловой визит учебных катеров ВМС Украины «Смила» и «Новая Каховка» (морская практика курсантов СВМИ имени П. С. Нахимова) в Турцию в порт Стамбул, Болгарии в порт Варна и в Румынию в порт Констанца под флагом командира бригады капитана 2 ранга Дмитрия Шинкаренко.
- 2005 год, 04-24.04. — Участие КУ «Славутич» в учениях «Блэксифор».
- 2005 год, 05-10.04. — Участие МРБ «Кременець» в военно-морских поисково-спасательных учениях «Черноморское партнерство 2005» у северных берегов Турции.
- 2005 год, 20.05.-06.06. — Участие КСП «Балта» в международном морском фестивале «Мармарис — 2005», Турция.
- 2005 год, 17.06.-12.07. — Поход КУ «Славутич» и ОРБ «Кременець» на учения НАТО «Сорберт-Роял-2005» у берегов Италии. По их завершении КУ «Славутич» под флагом командующего ВМС Украины вице-адмирала Игоря Князя осуществил визиты в порты Таранто (Италия), Котор (Сербия и Черногория), Пирей (Греция), Салоники (Греция).
- 2005 год, 12-19.06. — Ракетный катер ВМС «Новая Каховка» принял участие в торжественных мероприятиях и походе Чёрным морем, посвящённых 100-летию восстания на броненосце «Князь Потёмкин-Таврический».
- 2005 год, 15-30.07. — Учебные катера «Смила» и «Новая Каховка» с курсантами СВМИ на борту совершили учебный штурманский поход по маршруту Севастополь — Констанца — Варна — Стамбул (Тузла) — Севастополь.
- 2005 год, 08-27.08. — КУ «Славутич» принял участие в учениях «Блэксифор».
- 2005 года, 09-23.09. — МРБ «Кременець» принял участие в поисково-спасательных учениях «Медик-Рескью — 2005» в Грузии (Батуми).

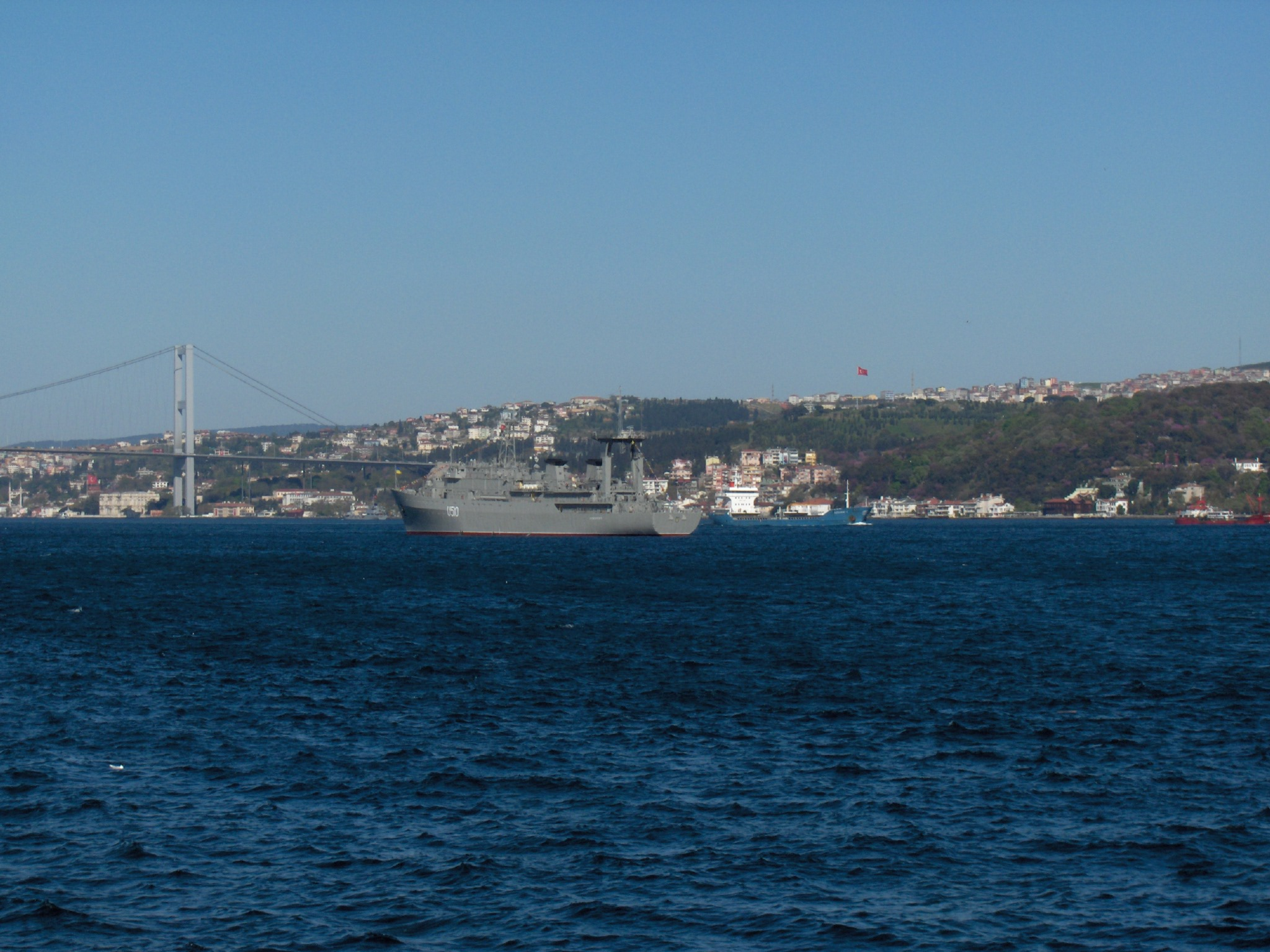
Корабль управления «Славутич» заходит в Босфор

- 2006 год, 26.03.-03.04. — Подразделения морской пехоты и отряда ППДСЗ ВМС Украины приняли участие в международных военных учениях «Бриллиант Маринер — 2006» на побережье западной Дании.
- 2006 год, 07-27.04. — КУ «Славутич» принял участие в учениях «Блэксифор».
- 2006 год, 03-17.06. — Участие личного состава ВМС в международных учениях по разминированию «MCOPLAT» в Балтийском море.
- 2006 год, 15-19.07. — Учебные катера «Смила» и «Новая Каховка» с курсантами СВМИ на борту совершили учебный штурманский поход по маршруту Севастополь — Констанца — Варна — Стамбул (Тузла) — Севастополь.
- 2006 год, 30.07-22.08. — КУ «Славутич» принял участие в учениях «Блэксифор».
- 2006 год, 28.10-26.11. — Визит в Республику Греция корвета «Тернополь» и участие в лицензировании для участия в операции НАТО в Средиземном море «Активные усилия» под флагом командира бригады капитана 2 ранга Сергея Савченко.

## Исторические корабли
- Гетман Сагайдачный (фрегат) — флагман ВМС Украины с 1993-2022.
- СКР-112 — первый корабль ВМС Украины.
- Сигнальщик (тральщик) — первый корабль Черноморского флота, который в 1992 г. поднял флаг Украины.
- Кубанец (канонерская лодка) — В 1918 г. один из первых кораблей Украинского Державного Флота.
- Воля (линкор) — в 1917—1918 г. некоторое время находился под украинским флагом.
- Кагул (бронепалубный крейсер) — в 1917—1918 г. некоторое время находился под украинским флагом.
- Завидный (эсминец) — первый корабль Черноморского флота, который в 1917 г. поднял флаг Украины.